# لایل لاوت
لایل لاوت (به انگلیسی: Lyle Lovett)(زاده ۱ نوامبر ۱۹۵۷) خواننده-ترانه‌سرا و بازیگر آمریکایی است.
از کارهای معروف او می‌توان به بازی در فیلم پسر جدید، اقبال کلوچه، حرامزاده خارج از کارولینا و نقطه مقابل سکس اشاره کرد.